# Famille Gontier de Biran
La famille Gontier de Biran est une famille française d'ancienne  bourgeoisie, originaire du Périgord qui donna sous l'Ancien Régime plusieurs magistrats et maires à la ville de Bergerac.

## Histoire
La famille Gontier de Biran est originaire du Périgord.
Après l'acquisition d'un fief à Soulas, près de Lalinde, ils ont été appelés Gontier de Soulas en 1597. Puis, au XVIIe siècle, ils se sont appelés Gontier de Biran après le mariage de Guillaume du Soulas avec Jeanne de Lascoups, dame de Biran. Cette branche de la famille s'est alors établie à Saint-Sauveur. Ils ont acquis la terre du Maine jointe à la propriété de Biran. Pierre Gontier de Biran s'est établi à Bergerac après son mariage avec Marthe de Chapelle, fille d'un maire de la ville auquel il a succédé.
Plusieurs des membres de cette famille ont été maires de Bergerac à partir de 1693.

## Filiation
- Jehan Gontier du Soulas marié à Marguerite Roux,
  - Guillaume Gontier du Soulas ( -1666), marié en 1641 avec Jeanne de Lascoups, dame de Biran,
    - Jeanne Gontier de Biran ( -1673), mariée en 1660 avec Pierre-Joseph du Ceyron ( -1720)
    - Pierre Gontier de Biran (1649-1710), maire perpétuel de Bergerac de 1693 à 1710[2], marié en 1668 à Marthe de Chapelle, fille de Pierre de la Chapelle[3], bailli et juge royal, et d'Hélips de Vassal de la Gausselandie, sœur de Jean de la Chapelle de Béarnez (vers 1652-1742) et de Pierre de la Chapelle, bailli et juge royal à Bergerac. Jean de la Chapelle, sieur de Béarnez, a vendu à Pierre Gontier de Biran sa charge de maire héréditaire de Bergerac le 8 août 1693 pour le prix de 10 000 livres[4] ;
      - Guillaume I Gontier de Biran (1675-1767), branche aînée, marié à Françoise Bruzel, maire de Bergerac de 1718 à 1720, de 1729 à 1730, de 1740 à 1748, procureur au sénéchal de Bergerac
        - Pierre Élie Joseph Gontier de Biran (1710-1789), marié en 1744 à Marie de Lapoujade (vers 1720-1778), avocat, conseiller du roi et procureur au siège sénéchal, puis maire de Bergerac de 1750 à 1752 ;
          - Guillaume III Gontier de Biran (1745-1822), maire de Bergerac en 1779-1790, député de la Dordogne
          - François Gontier de Biran (1746-1820) dit Montaut, garde du corps du roi
          - Michel Pierre Gontier de Biran (1751-1816), dit Lalande,
          - Jean Gontier de Biran (1753-1810), dit Maine, ou Jean Maine de Biran, reçu en 1771 dans la compagnie écossaise des gardes du corps, réformé en 1776 ;
          - Guillaume Gontier de Biran (1757-1837), dit Cluseau, reçu en 1773 dans la compagnie écossaise des gardes du corps ;
          - François Gontier de Biran (1760-1816), dit Biran l'Amour, garde corps du roi, marié en 1793 avec Françoise Rougier (1756-1824)
            - François Gontier de Biran (1795-1868), marié en 1815 avec Françoise de Cours de Thomazeau (1799-1852)
              - François-Numa Gontier de Biran (1817-1891) marié en 1846 avec Marie-Maly Lespinasse (1825-1905), avocat,
                - Élie-Jean Gontier Maine de Biran (1848-1937)[5], sous-chef de service au ministère et historien, marié en 1882 à Blanche Carrière (1856-1895)[6]
                  - Albert Gontier de Biran (1883-1949)[7], ingénieur civil des Mines, marié en 1912 avec Jeanne Marie-Louise Malézieux (1888-1972)

        - Pierre Gontier de Biran (1715-1783)
        - Jean Gontier de Biran (1725-entre 1783/1786), dit Jean Maine du Biran, docteur en médecine, marié en 1756 avec Marie Camille Deville,
          - Élie Joseph Gontier de Biran (1759-1782)
          - François Gontier de Biran (1760-1793), dit La Ribeyrie, avocat au parlement, marié en 1789 avec Suzanne Françoise de Rivasson (1760-1831)
          - François Pierre Gontier de Biran (1766-1824), le philosophe Maine de Biran, marié en 1795 avec Marie Louise Fournier, dit Fournier du Fardeil (1763-1803), député de la Dordogne, sous-préfet de Bergerac de 1806 à 1811[8]. Propriétaire du château de Grateloup à Saint-Sauveur ;
            - François Félix Gontier Maine de Biran (1796-1879), maire de St-Sauveur, marié en 1823 avec Caroline Valleton de Garraube (1801-1835) ;

          - Joseph Gontier de Biran (1771-1806), dit Casimir, marié en 1795 avec Suzanne Victoire de Coustin de Bourzolles (1779-1805)

      - Élie Joseph Gontier de Biran (1676-1766), dit du Cluzeau, branche cadette, maire de Bergerac de 1710 à 1718, puis subdélégué de l'intendant de Guyenne à Bergerac, marié en 1714 avec Marie Cheyssac, d'une famille protestante,
        - Guillaume II Gontier de Biran (1716-1776), maire de Bergerac de 1752 à 1757[9] puis subdélégué de l'intendant de Guyenne à Bergerac[10], marié en 1756 avec Marie Josèphe Trottier de Saunier (vers 1734-1789)
        - Pierre Ignace Gontier de Biran (1718-1804), seigneur de Lagrèze, avocat, subdélégué de l'intendant de Guyenne à Bergerac, marié à Marie-Anne Fraigneau. Il a vendu sa charge à son beau-frère, Jean-Philippe Fraigneau, qui lui succède et maire de Bergerac de 1768 à 1773.
          - Élie-Joseph Gontier de Biran (1755-1835), dit Biran-Lagrèze, subdélégué de l'intendant de Guyenne à Bergerac, maire de Bergerac, sous-préfet de Bergerac en 1814-1815[8], marié en 1785 marié avec Marie Magdeleine Pellet ;
            - Jean Pierre François Gontier de Biran (1791-1878), dit Biran-Lagrèze, maire de Bergerac de 1850 à 1863, marié à 1810 avec Marie Cosset
              - Élie-Joseph-Eugène Gontier de Biran (1811-1894), marié en 1840 avec Marie-Caroline Denoix-Campsegret. Il a choisi comme héritier son cousin, Élie Gontier Maine de Biran (1848-1937)[11].

## Personnalités
- Guillaume Gontier de Biran (1745-1822), député
- Maine de Biran (1766-1824), philosophe et député

## Pour approfondir